# Grotte di Torri
Grotte di Torri è una località situata nel comune di Montopoli di Sabina, lungo l'omonima via Grotte di Torri e nei pressi della frazione di Ponte Sfondato. Il sito, anticamente denominato anche Turris, Torri o Coltimoni, per la sua particolare collocazione geografica lungo la riva sinistra del Tevere dovette essere abitato e percorso fin dall'epoca preromana. Maggiori notizie storiche sul territorio sono riportate nella voce Ponte Sfondato.

## Le mura ciclopiche di Grotta di Torri
In questa località, precisamente nel punto che sulla cartografia è denominato (al singolare) Grotta di Torri, fu rinvenuto un notevole reperto murario, di incerta datazione e interpretazione (probabilmente la cinta ciclopica di un oppidum). Il manufatto fu descritto per la prima volta da Pierluigi Galletti nel 1757, che ritenne erroneamente di avere qui rinvenuto la sede dell'antico insediamento sabino di Gabio; secondo altri, l'opera rappresenta piuttosto una propaggine dell'antica e non distante Cures Sabini.

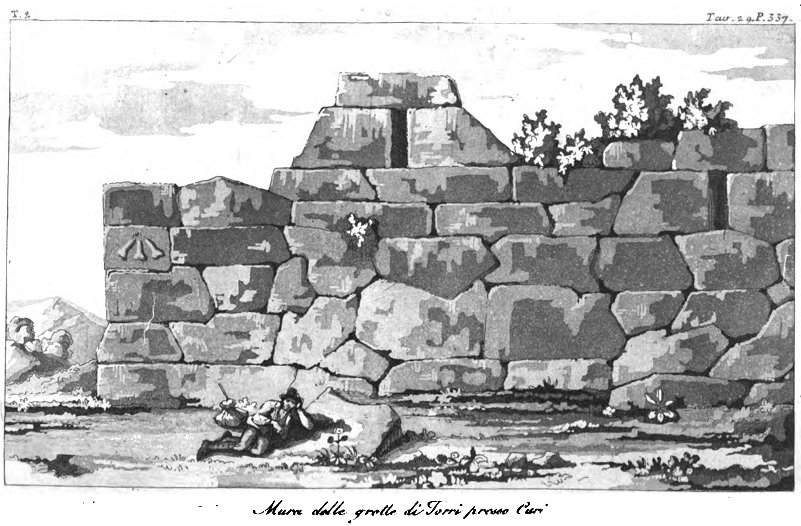
Disegno delle mura di Grotta di Torri (Ludovico Prosseda, 1828)

Si tratta di mura ciclopiche, che componevano «un gigantesco quadrato di rispettabili mura» sulla sommità di un rilievo collinare.
Questa la descrizione fornita dal Guattani nel 1828: «Su di un bel colle chiamato ne' bassi tempi Turris, Torri, le grotte di Torri, rinchiuso fra i due fiumi il Farfaro ed il Correse esiste ancora in imponente stato di conservazione un quadrilungo (e non quadrato perfetto come dallo Chaupy e dal Galletti si dice) ricinto di mura ciclopiche in lunghezza di 120 passi circa, in grossezza di palmi 5 ½ [...]. Le pietre che lo compongono sono di una specie di breccia tolta dal monte stesso, e si vedono tutte passate dallo scalpello. Sono esse di varie grandezze, e di forma diversa, triangoli, pentagoni, parallelepipedi ecc. a riserva però delli angoli che sono rinfiancati da massi lunghi ma regolari da 6 a 10 palmi, grossi circa palmi 4, larghi 4 e mezzo, condotti sulla etrusca maniera come assai meglio si osserva nelle due cantonate di tramontana e mezzo giorno che sono più conservate. Oltre che in uno degli angoli della linea settentrionale vi sono sopra una delle pietre tre priapi riuniti della lunghezza di più di un palmo e rilevati 4 oncie, nell'altro vi è scolpita a rilievo la solita bestia che mal si scerne per la devastazione fattane se Cane, Vitello o Lione sia. Nella muraglia meridionale, all'angolo che riguarda Ponente ricorre l'istesso fallo più grande ancora e rilevato, scolpito più in basso e più facile ad esser visto».
Più recentemente queste mura sono state riconosciute nei resti di un santuario e più precisamente nel “tempio di Minerva” , riportato da Dionigi di Alicarnasso tra Cures ed Orvinium (Montopoli di Sabina) . La tipologia ricalca quella di un’area sacra delimitata e chiusa da un grande muro di cinta (temenos), come spesso si ritrova in alcuni santuari italici e magno-greci, di età arcaica e repubblicana. La cella cultuale era collocata probabilmente all’interno del recinto sacro, sui cui resti venne edificata in seguito una chiesa altomedievale. L’intera struttura si colloca tra la metà e la fine del II secolo a.C. 
Si tratta di un recinto di mura poligonali in III maniera che delimitano un’area grossomodo quadrata di circa 90 metri di lato. Se ne conserva oggi l’intera fronte ovest, per una lunghezza di circa 50 metri, con filari regolari e tendenti all’orizzontalità. I blocchi sono tagliati accuratamente ed i giunti perfettamente combacianti.
Il Guattani e altri antiquari ottocenteschi rimandano senz'altro all'epoca romana arcaica: «l'appendice di quei Falli riconduce il fabbricato ad epoche sicuramente pagane; e la qualità ciclopica di sua muratura non ripugna che lo faccia supporre esistito fin da quando la prossima antichissima Curi col senno e con la mano misuravasi valorosamente con Roma»..

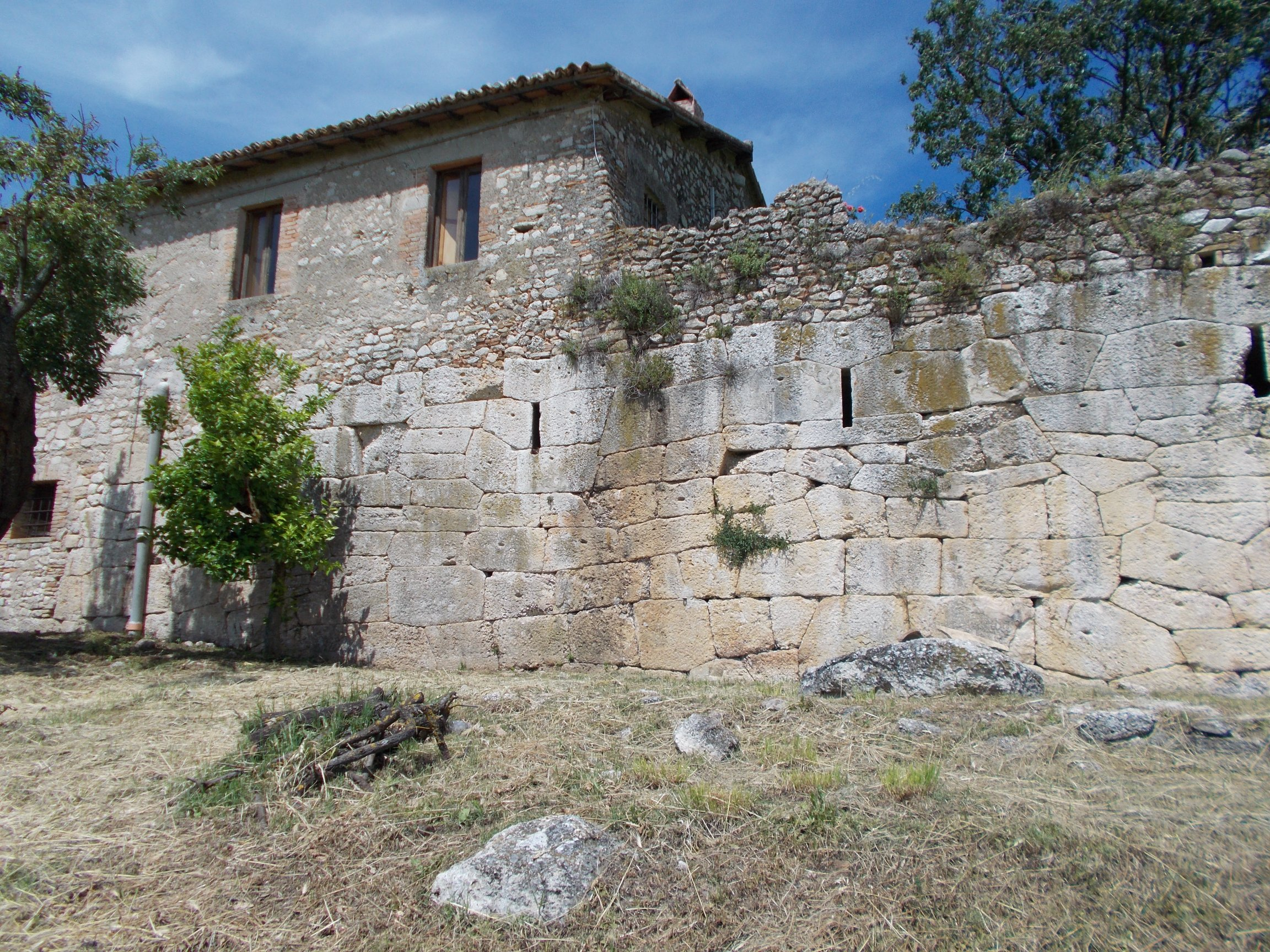
Le mura ciclopiche e il casale elevato sopra di esse

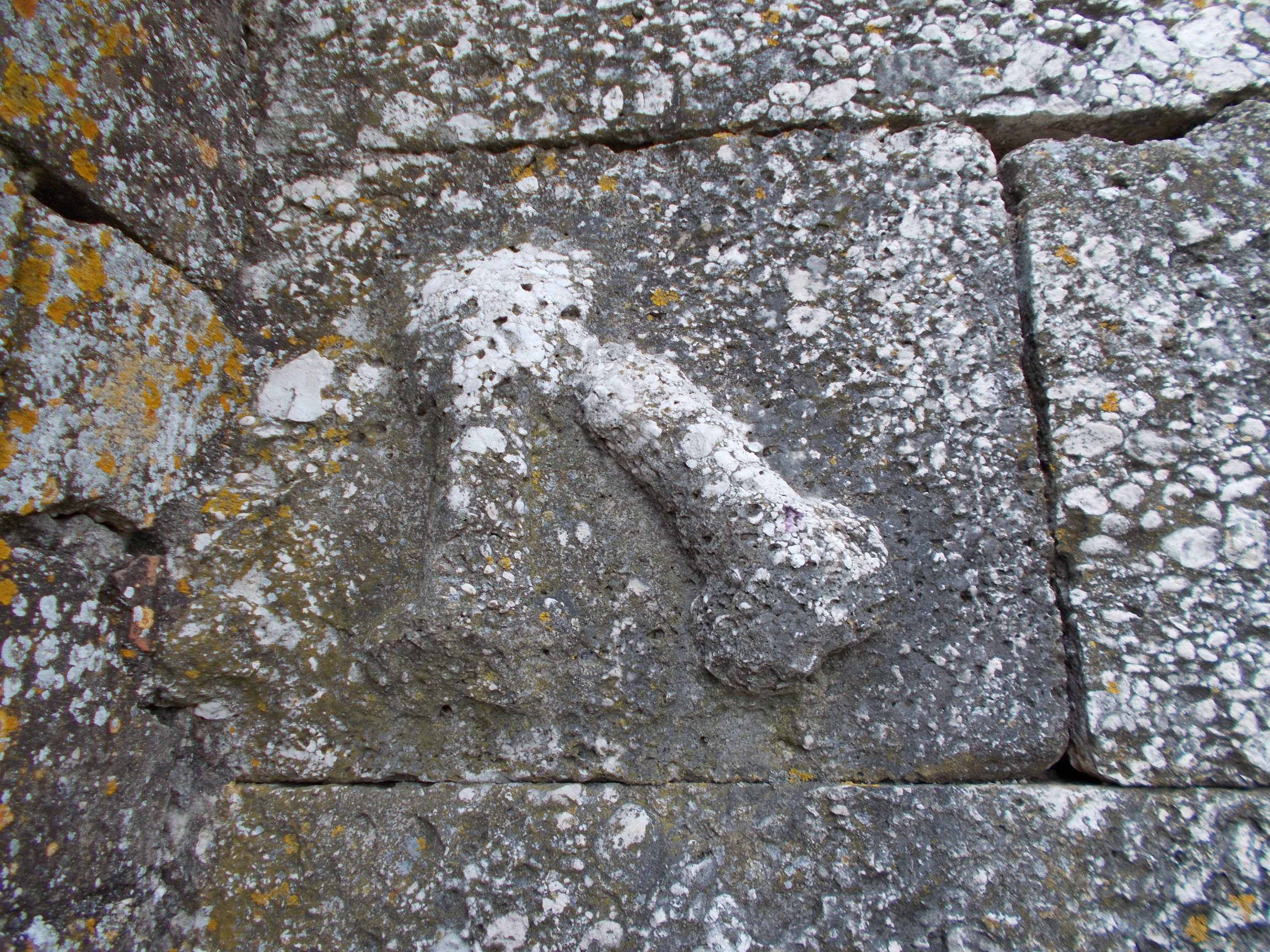
Simboli fallici sullo spigolo settentrionale delle mura

All'interno del recinto il Galletti poté ancora osservare le vestigia della tribuna di un'antica chiesa: quasi certamente quella, dedicata a San Lorenzo, registrata in particolare in un documento dell'817 (fundum Turris ubi est ecclesia S. Laurentii), nel quale papa Stefano IV confermava il possesso di una serie di beni alla vicina abbazia di Farfa. Molto probabilmente, durante il Medioevo, il recinto poté essere riutilizzato come fortilizio.
Le mura, o quel che resta, risultano oggi essere state inglobate in un casale ottocentesco. Rimane visibile e in buono stato di conservazione, per una lunghezza di circa trenta metri, il muro esterno orientato da nord a sud, quindi affacciato ad ovest. Sul lato interno di questo muro, per tutta la lunghezza del casale, corre una specie di criptoportico aperto alle estremità, con muri evidentemente romani; sono visibili tracce di una seconda volta, parallela alla prima (si veda sotto la Galleria di immagini; inoltre,  questa raccolta, su archart.it. URL consultato il 14 dicembre 2021 (archiviato dall'url originale il 13 aprile 2013).).

## Origine del toponimo

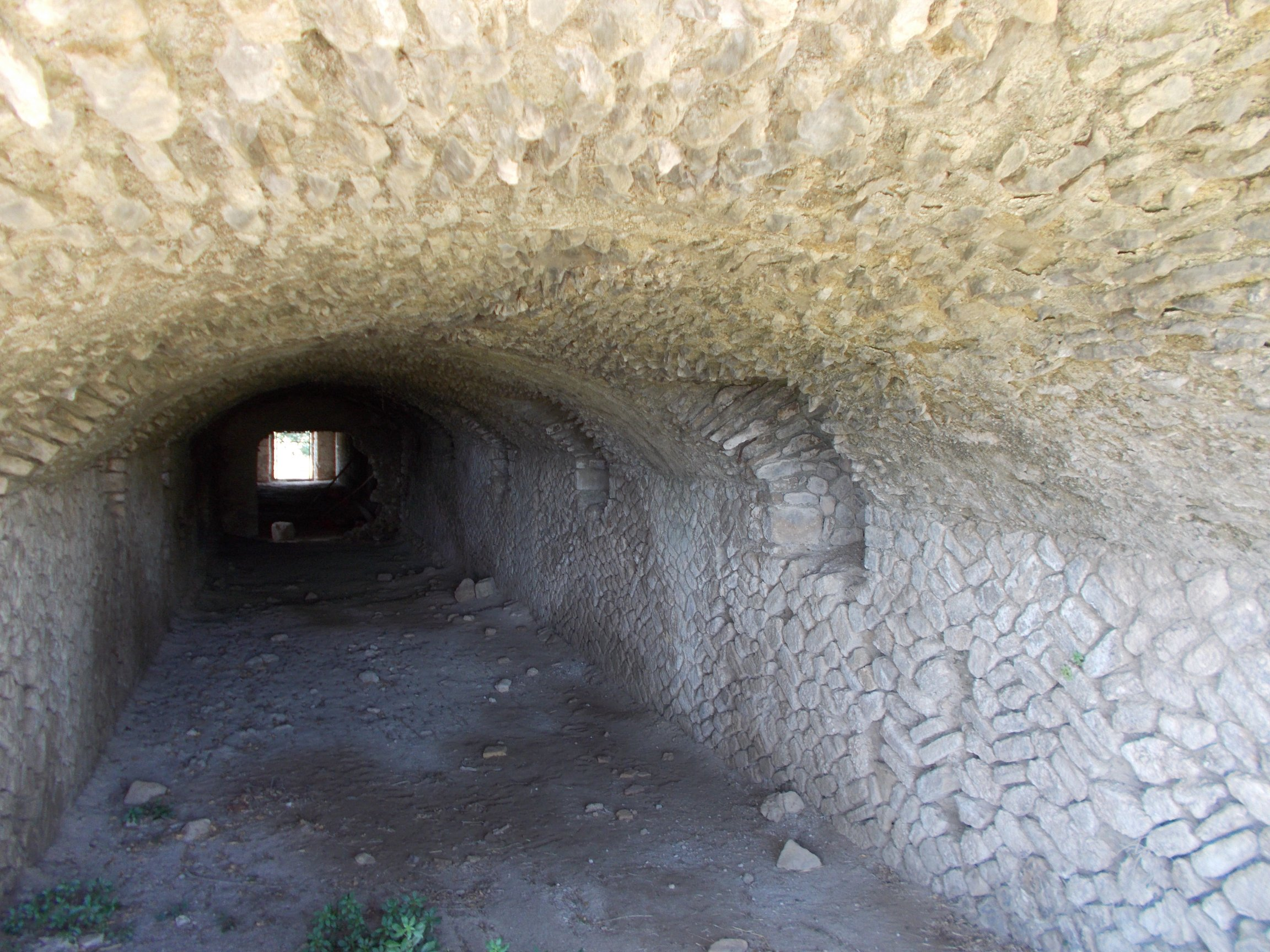
La Grotta di Torri, galleria voltata adiacente alle mura ciclopiche

Sotto il rilievo su cui sorgeva il recinto, erano presenti varie grotte (da cui l'origine del toponimo), così descritte dal Galletti nel 1757: "Sotto di questo piano tutto è voto, e vi si osservano grotte con volte bellissime, sebbene tutte non si possano vedere o perché sono riempiute di terra, o perché alcune sono state fatte rimurare dal signor marchese Simonetti, che vi ritrovò non è gran tempo una vettina [= un orcio] di terra cotta, ch'era capace di sette some, cioè di ventun barile d'oglio, ed il volgo subito pensò ch'ei la ritrovasse ancora piena di monete, siccome tuttavia pensa, che qui sia nascosto di presente alcun altro tesoro in custodia de' diavoli: opinioni, che ho ritrovato avere profonde radici nelle menti degli uomini di questi paesi, e quindi avviene, che andandone essi ogni dì in traccia co' loro scavi, grandissimo danno recano all'antiche fabbriche e sacre, e profane, che sono ne loro territorj".
Molte delle grotte originarie risultano quindi interrate. Sulla carta IGM è ancora segnalata la presenza di grotte. Nei dintorni, varie grotte sono visibili intorno all'invaso della centrale idroelettrica Farfa 1 (Enel Green Power), alla base di una torre medievale diroccata che domina la valle del Farfa.

## Galleria d'immagini

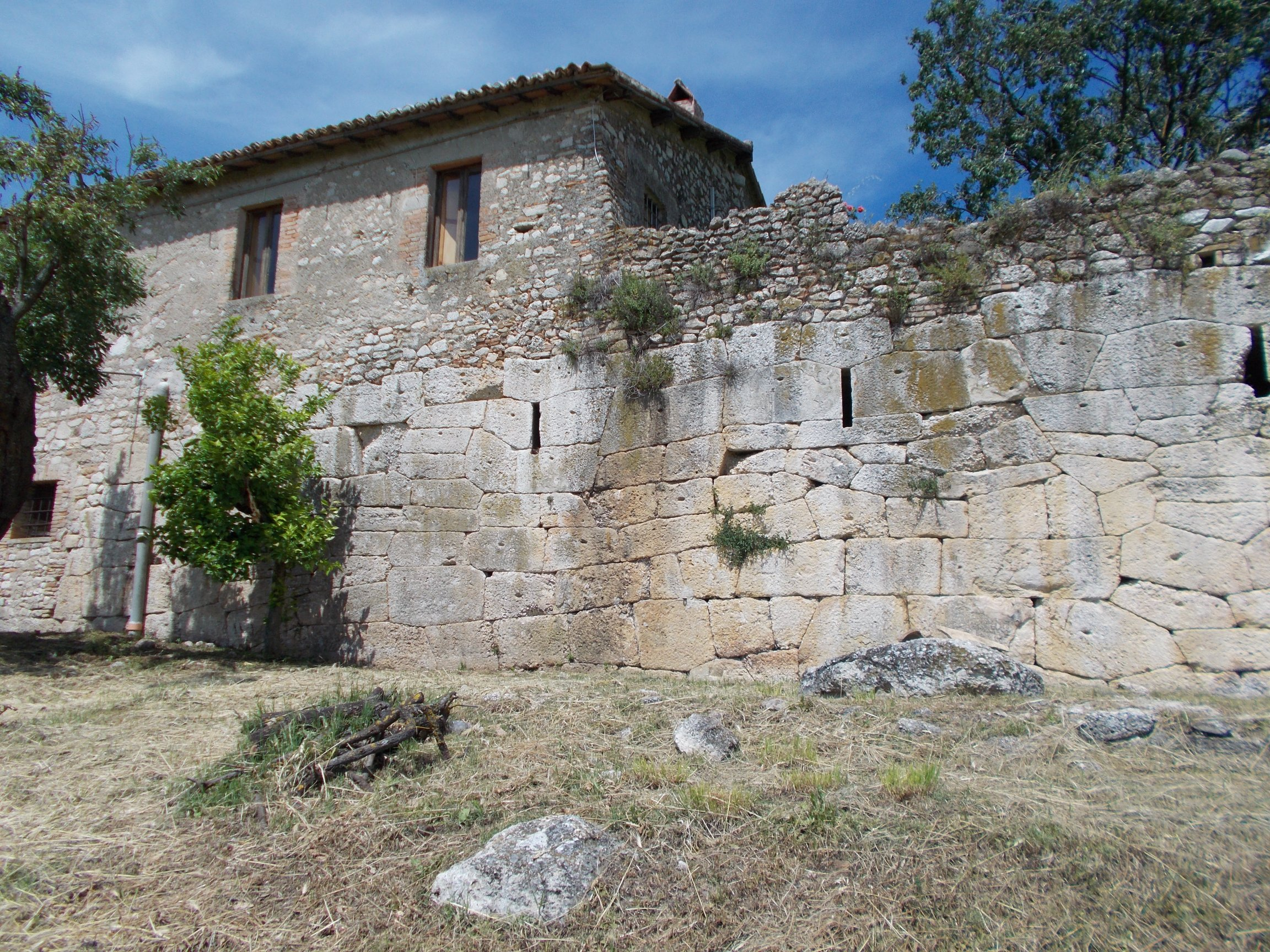
Le mura ciclopiche di Grotte di Torri e il casale ottocentesco soprastante
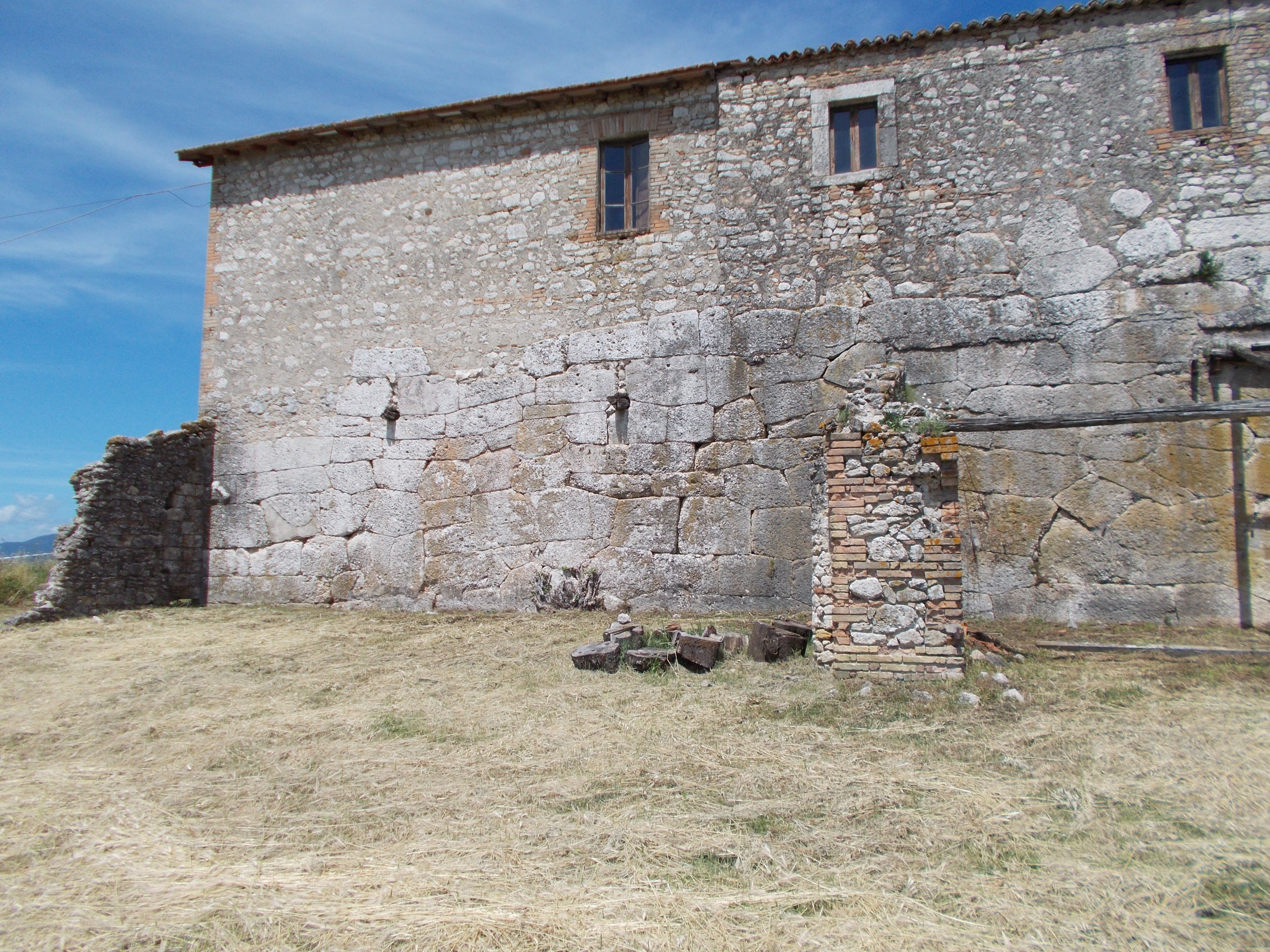
Il casale ottocentesco di Grotte di Torri
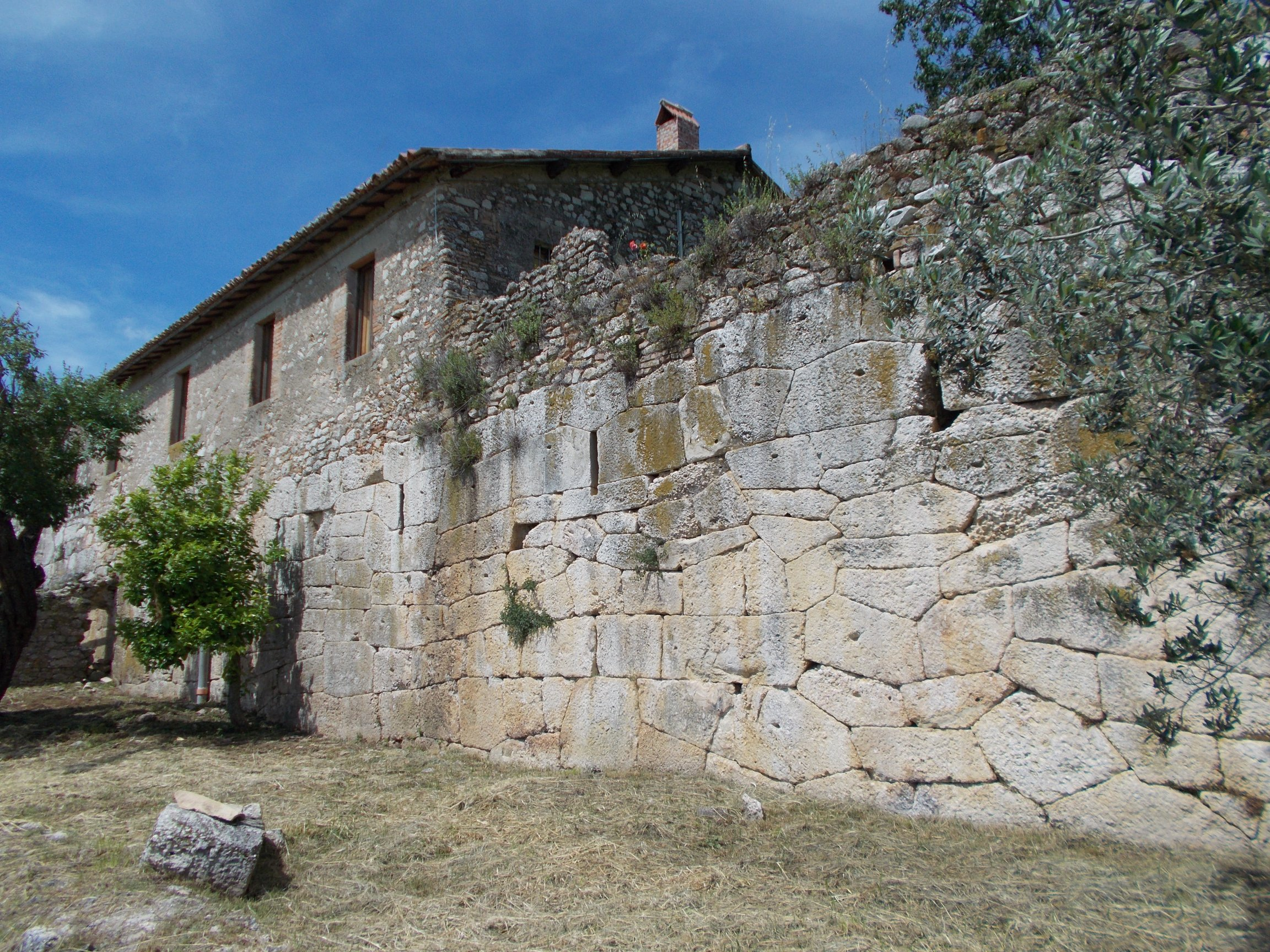
Il casale ottocentesco di Grotte di Torri
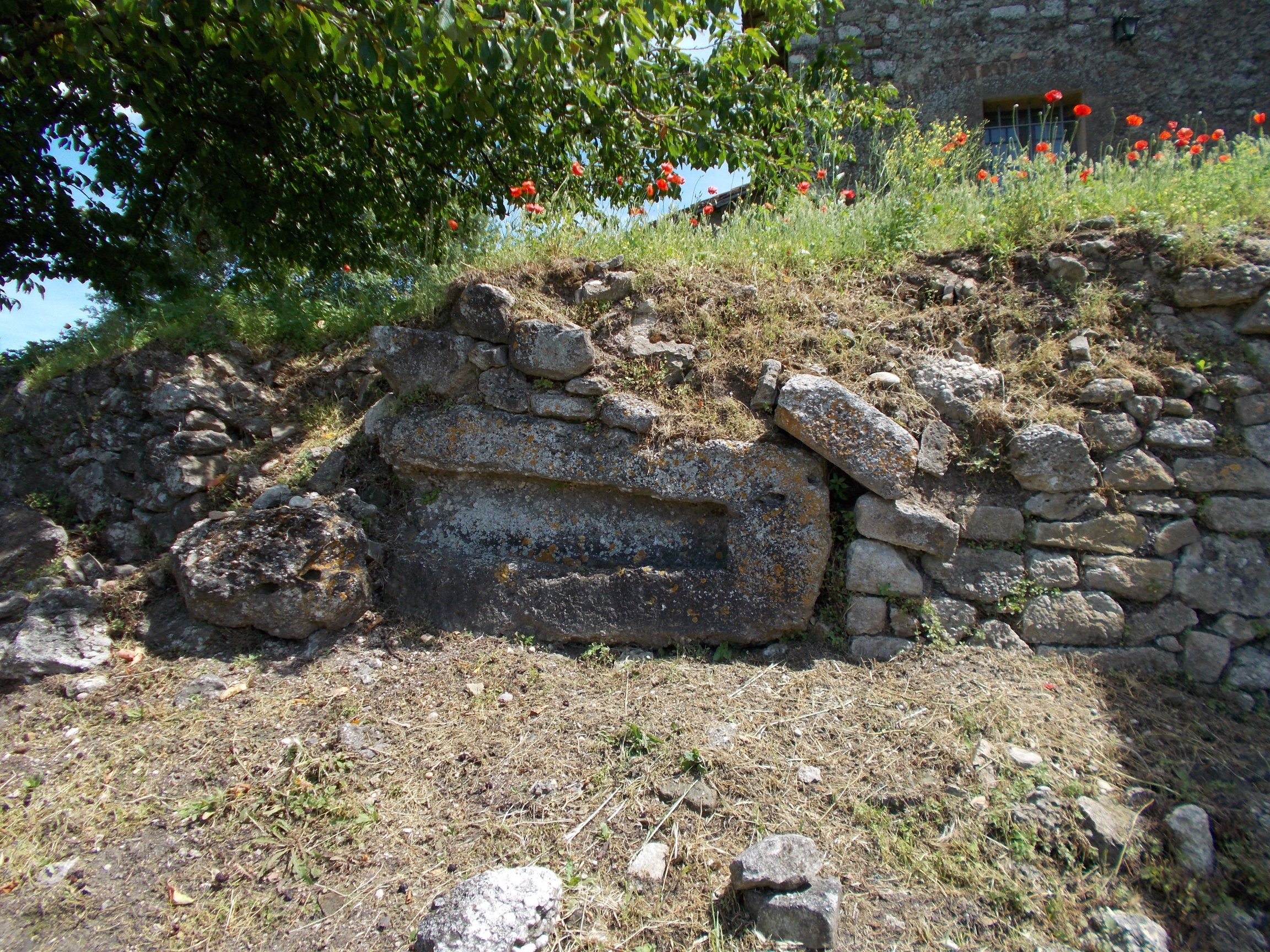
Reperto particolare delle mura ciclopiche
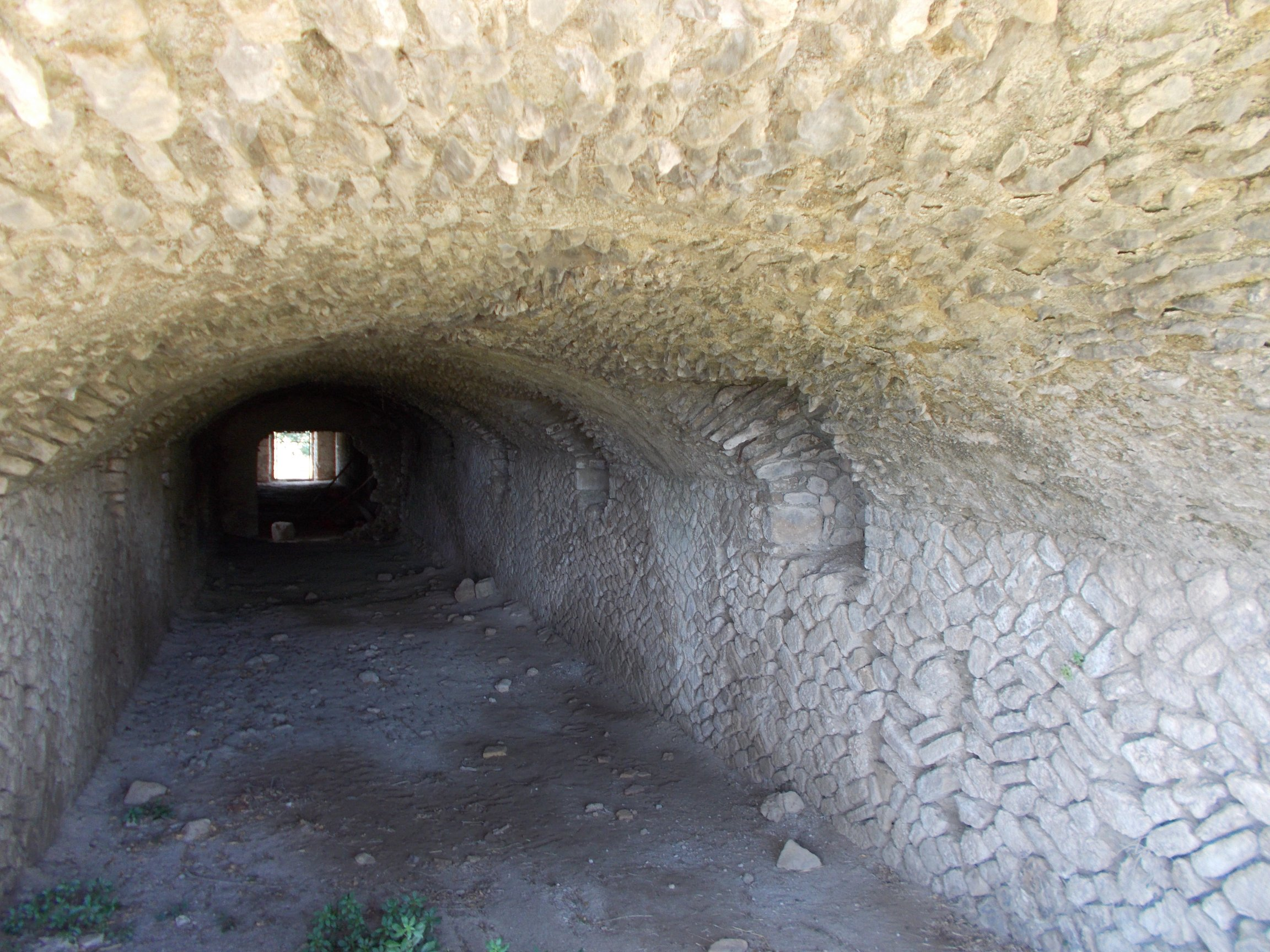
La galleria voltata della Grotta di Torri
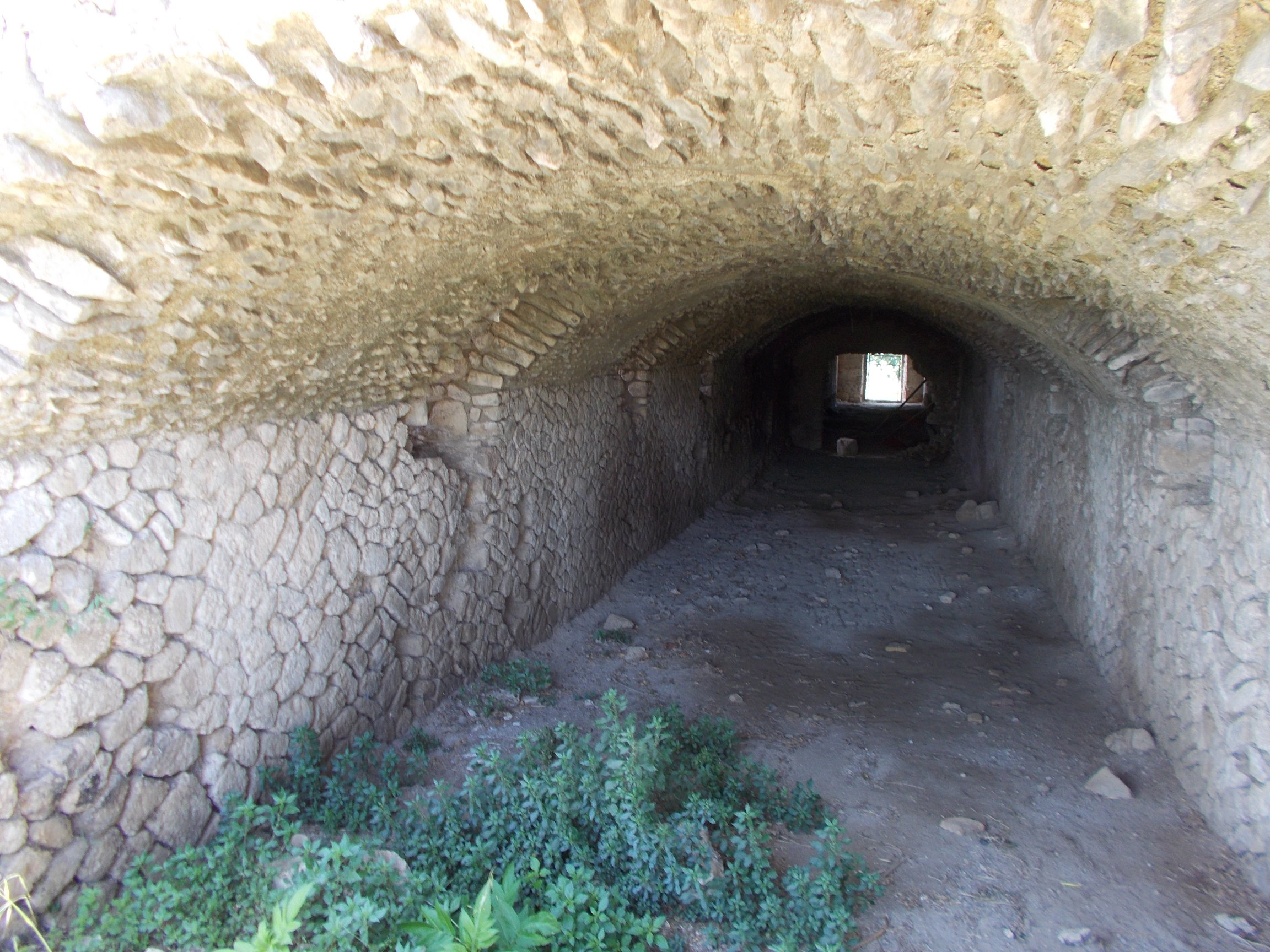
La galleria voltata della Grotta di Torri
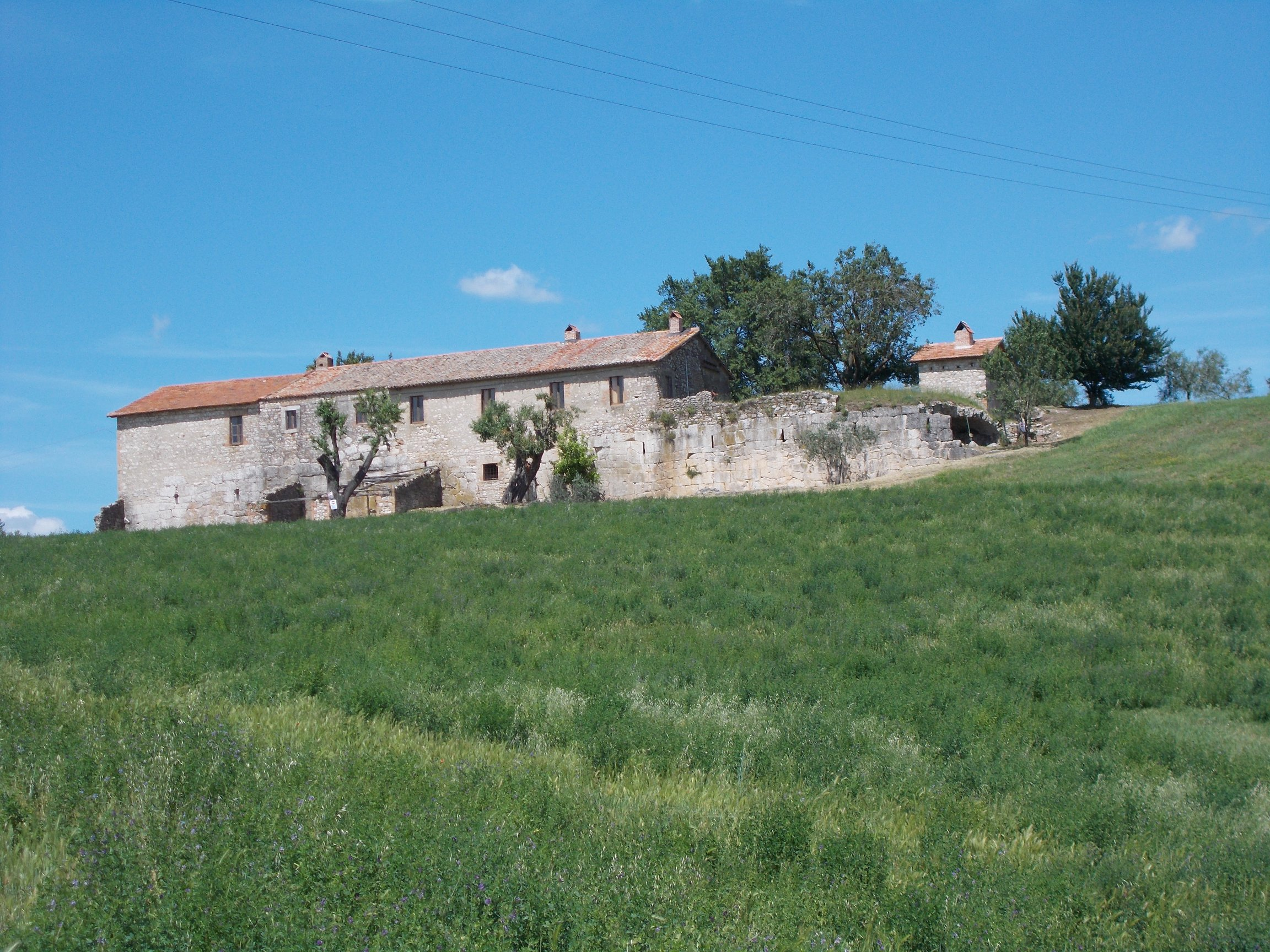
Il casale in cima alla collina delle Grotte di Torri
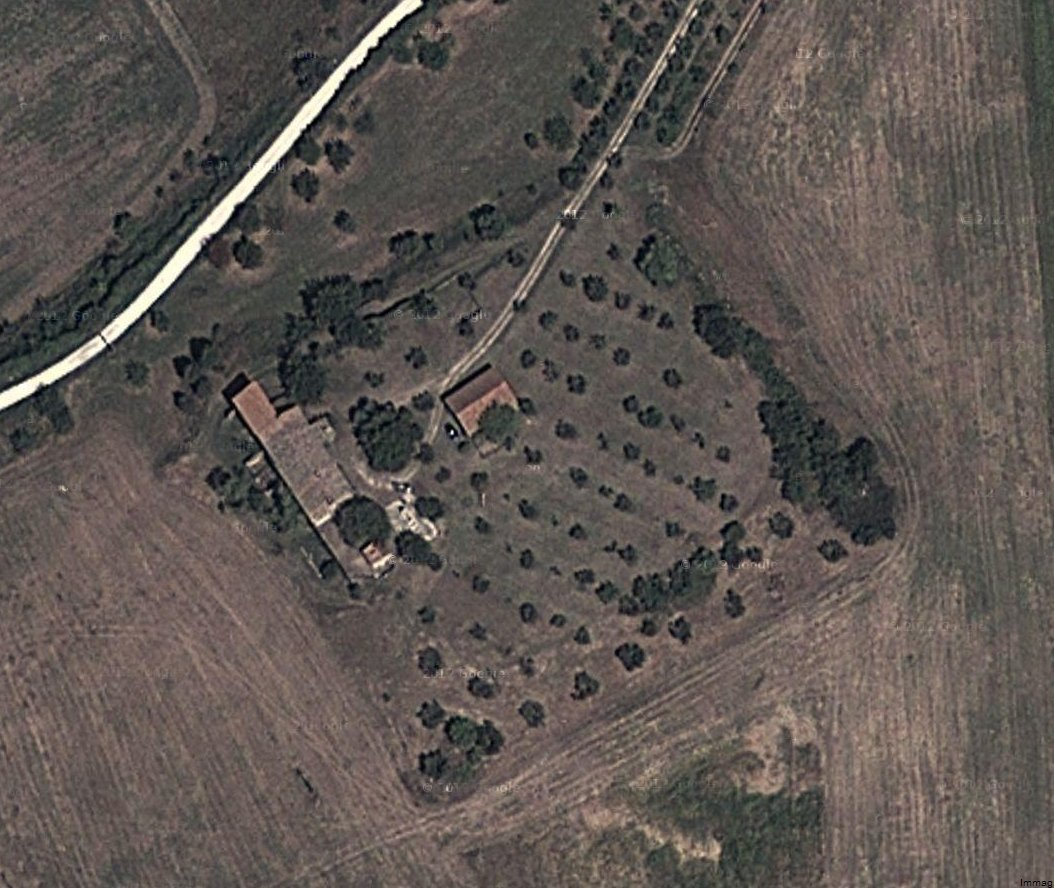
Aerofotogramma che evidenzia con chiarezza l'originaria cinta muraria
Aerofotogramma del sito sulla cima della collina di Grotte di Torri
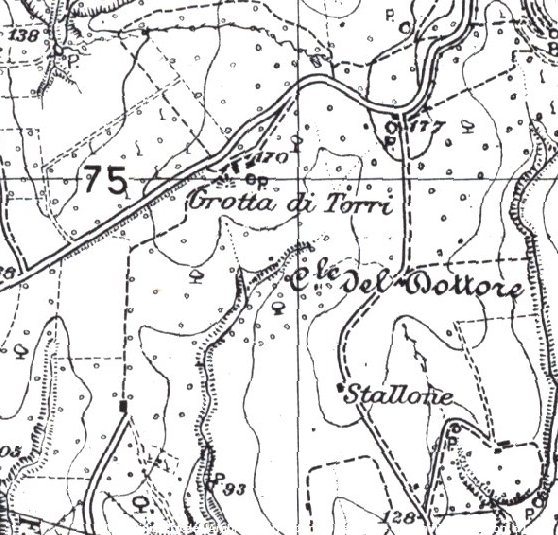
Particolare del sito tratto dalla mappa IGM
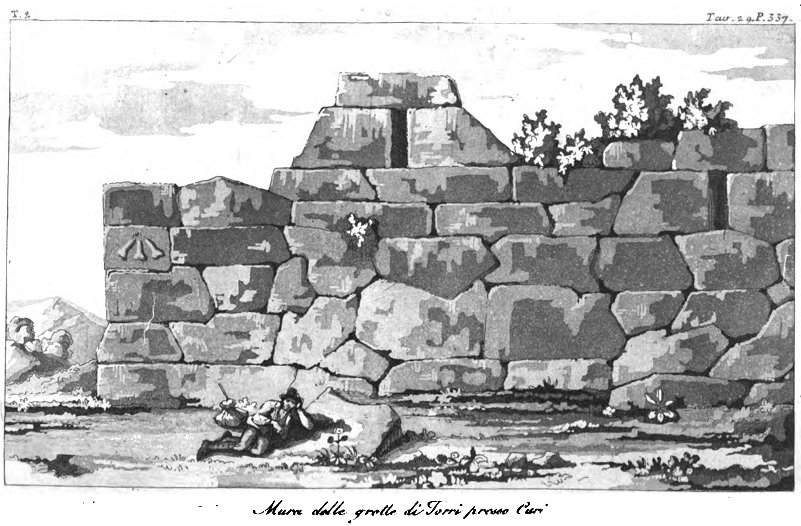
Disegno delle mura di Grotta di Torri (Ludovico Prosseda, 1828)
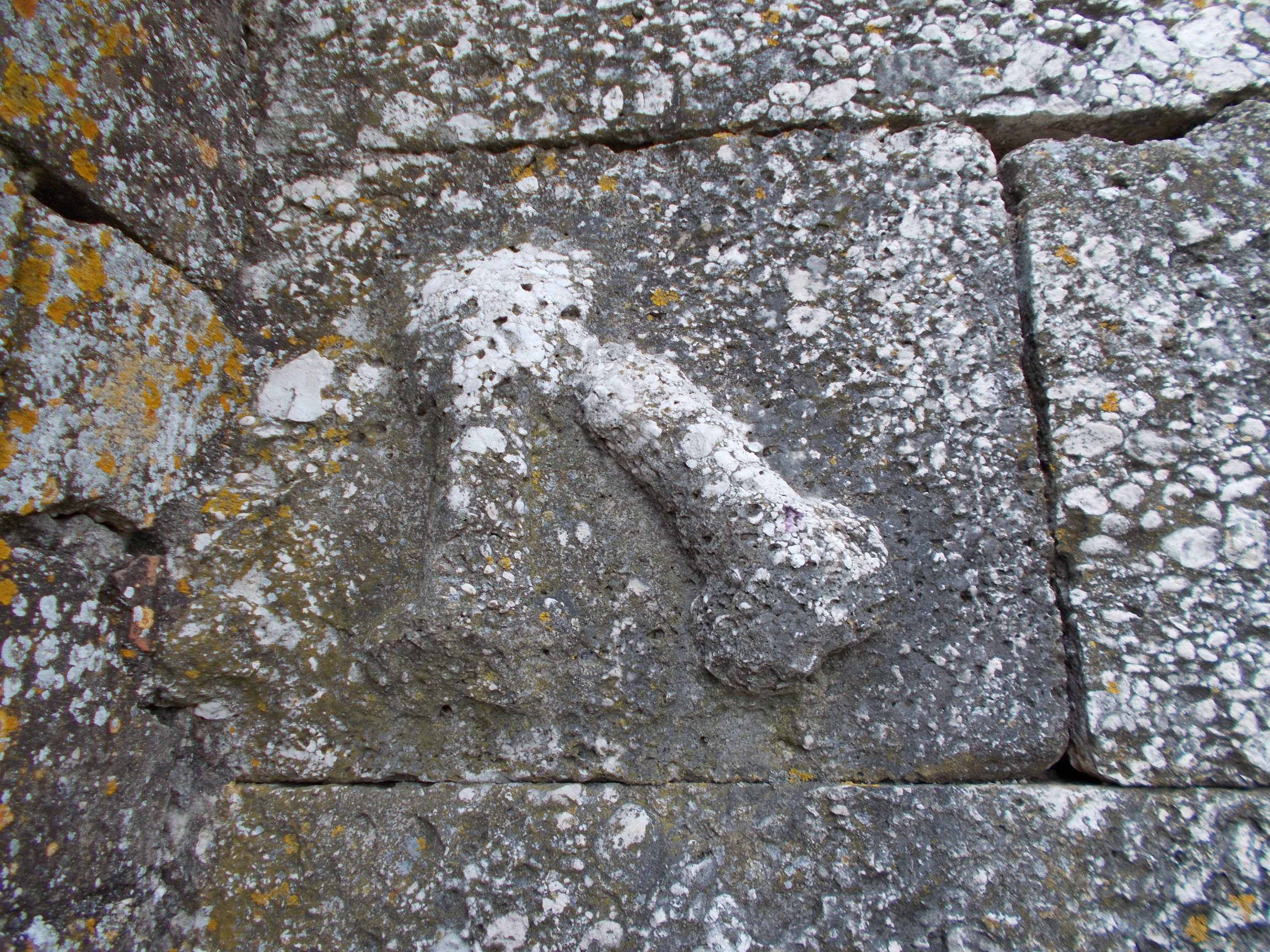
Simboli fallici sull'angolo settentrionale delle mura
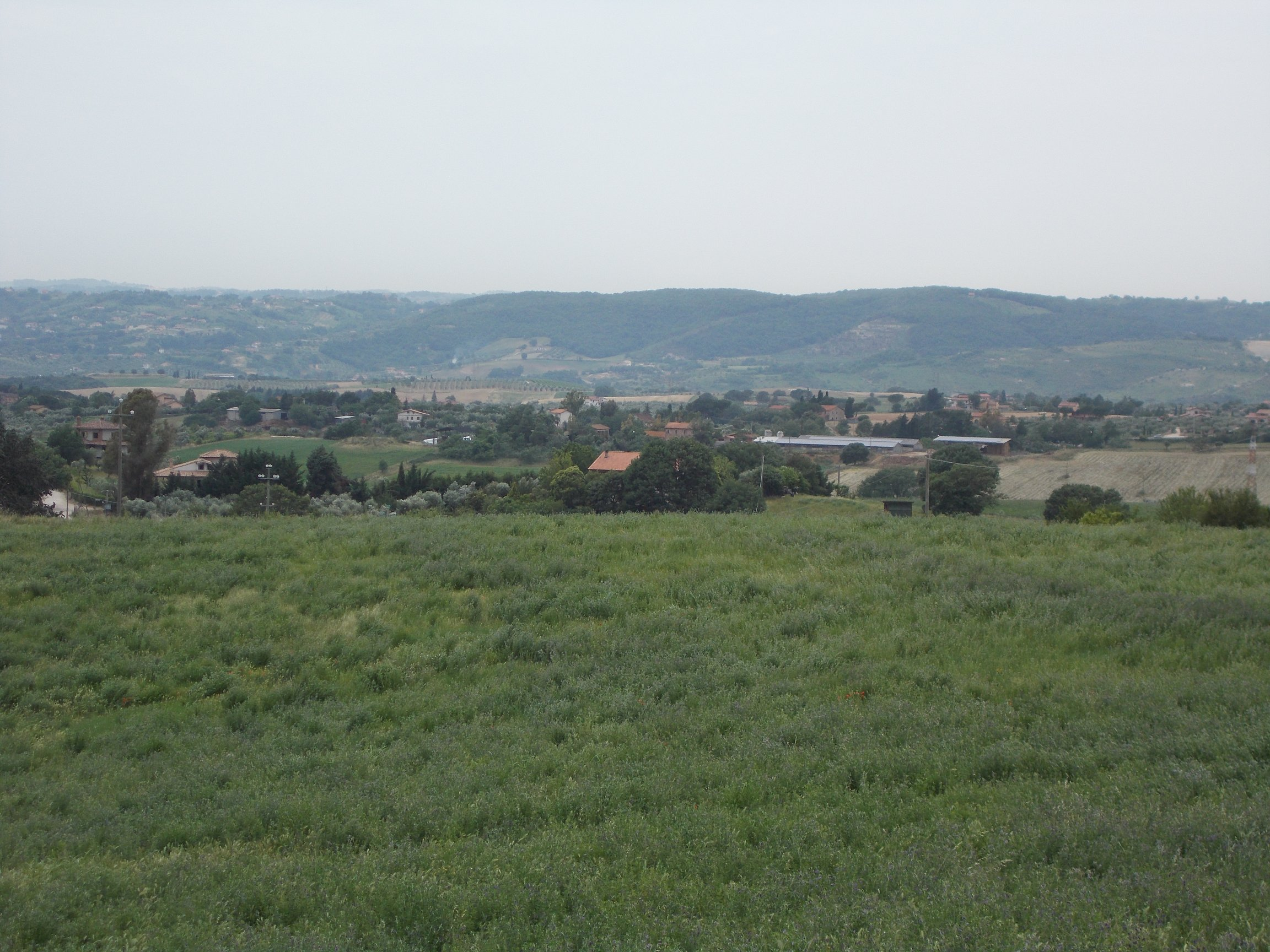
Panorama dalla collina di Grotta di Torri
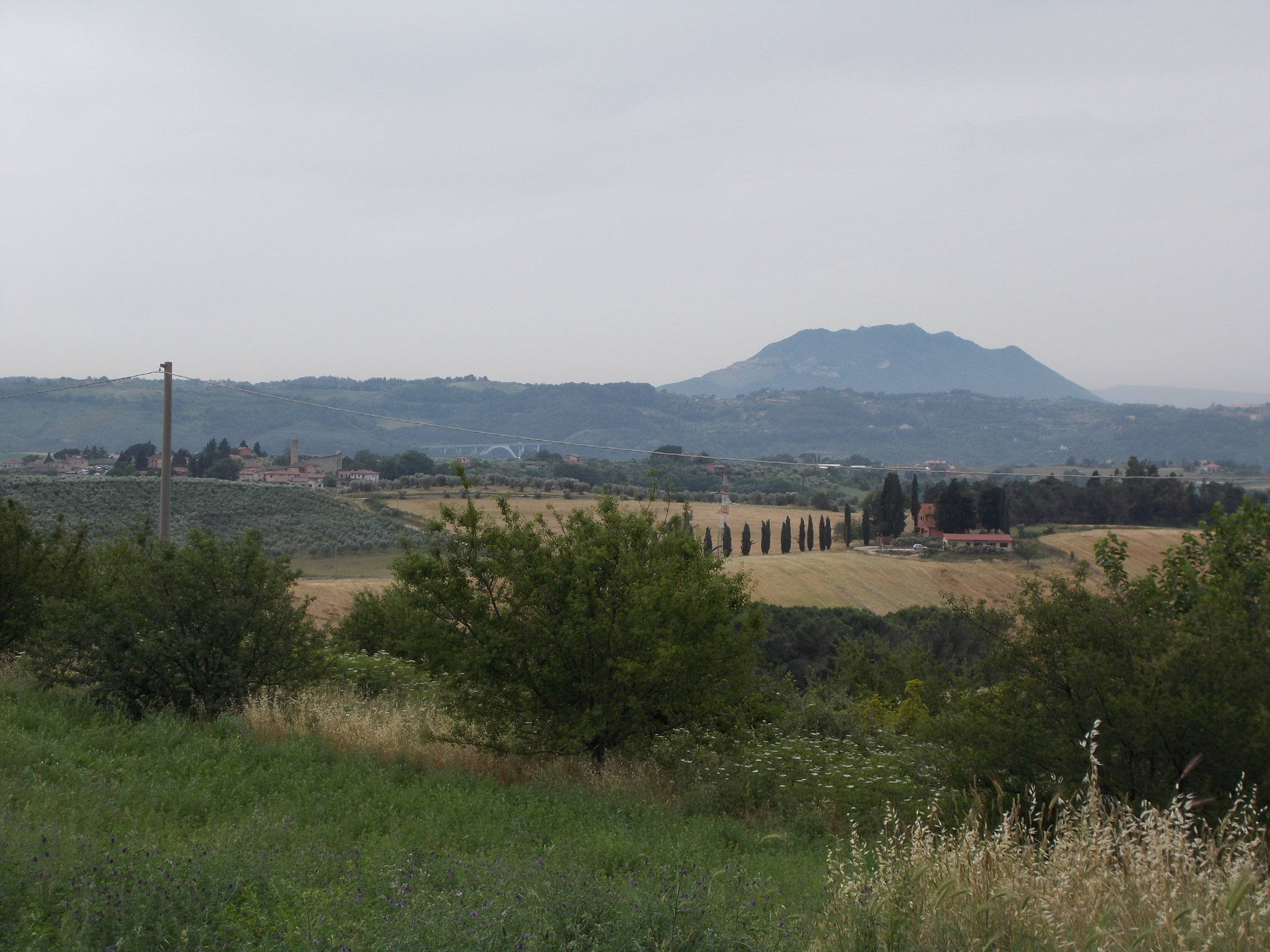
Panorama dalla collina di Grotta di Torri
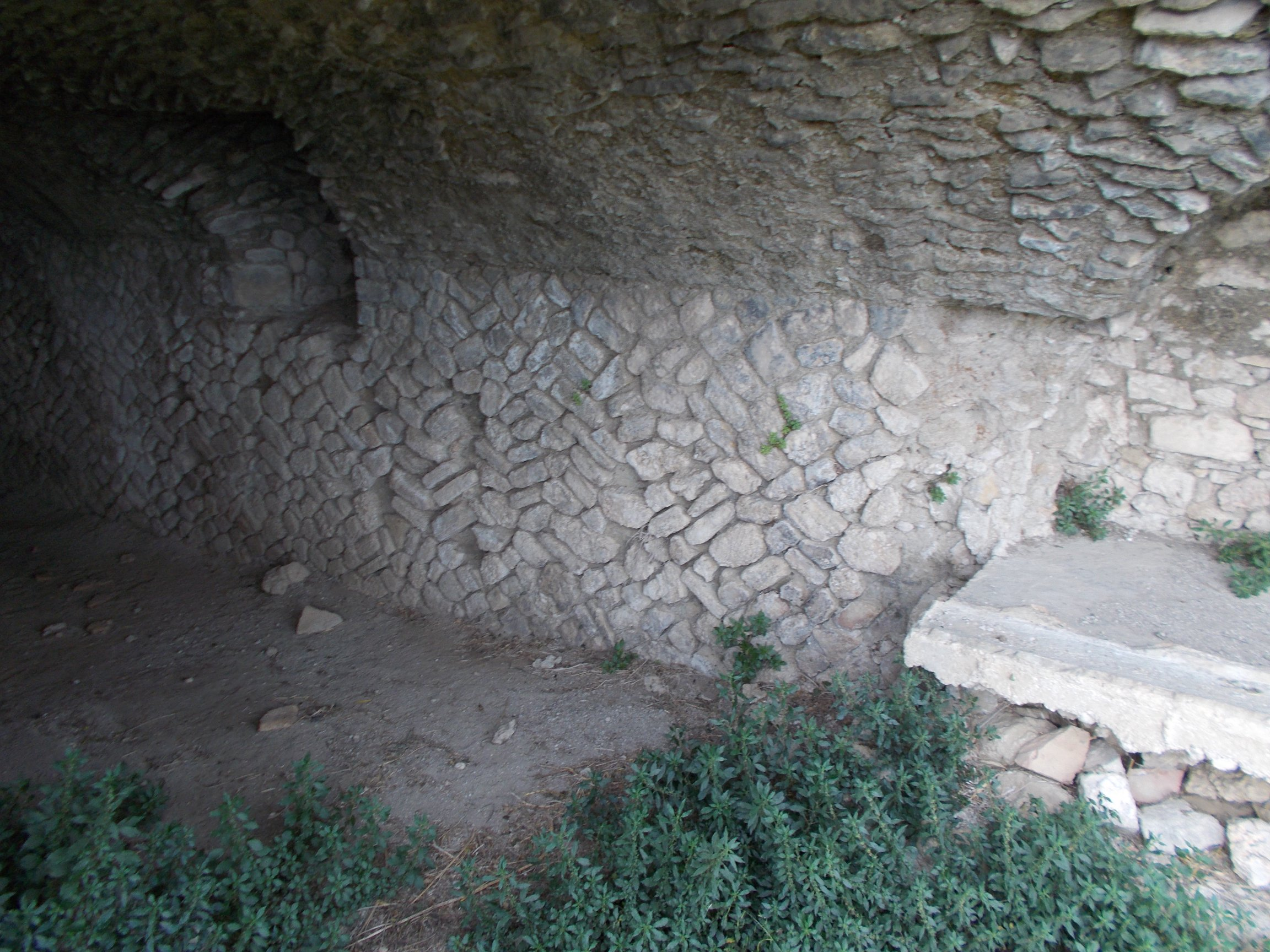
Particolare della prima galleria voltata
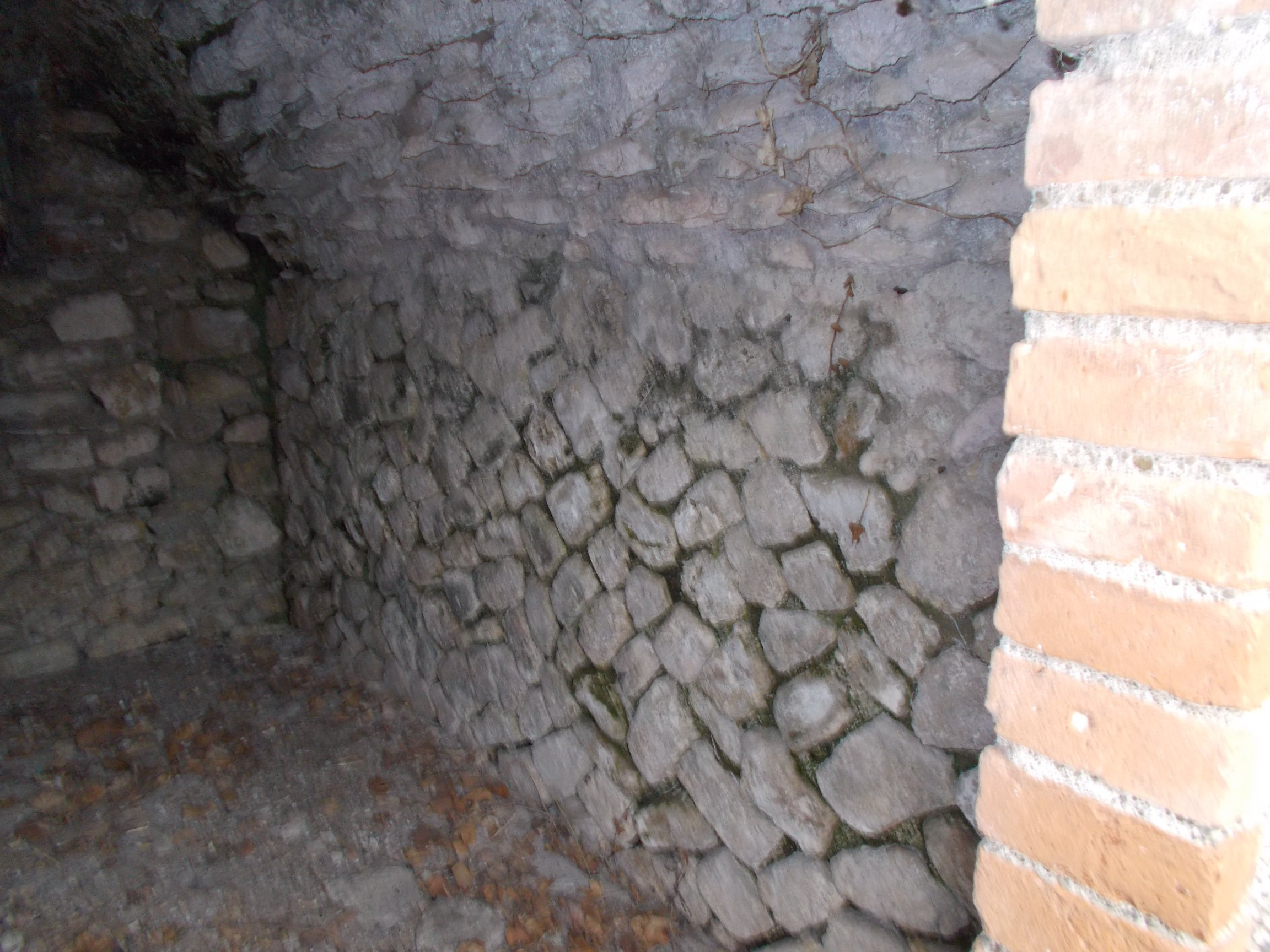
Particolare della seconda galleria voltata
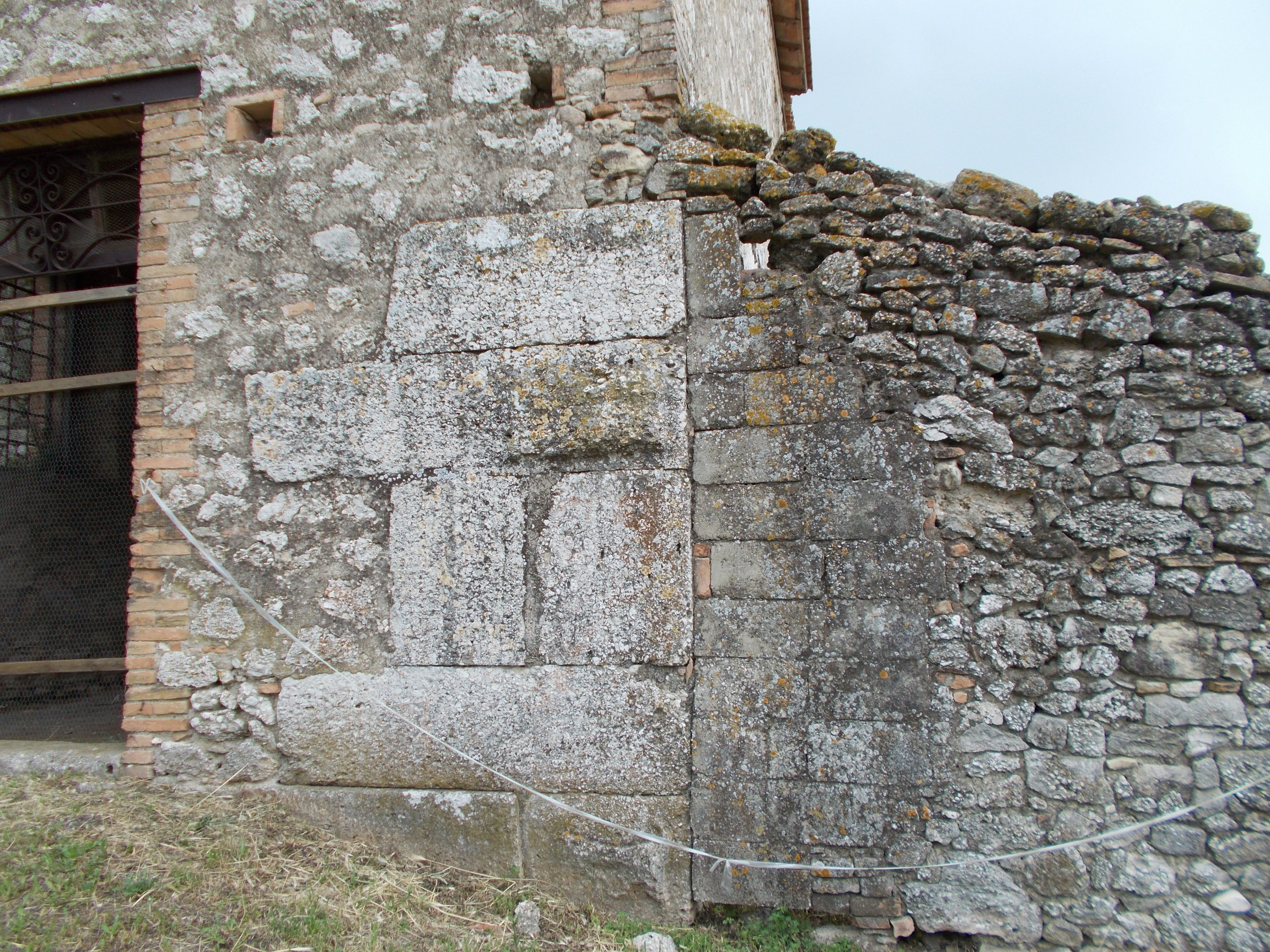
Particolare dell'angolo settentrionale delle mura
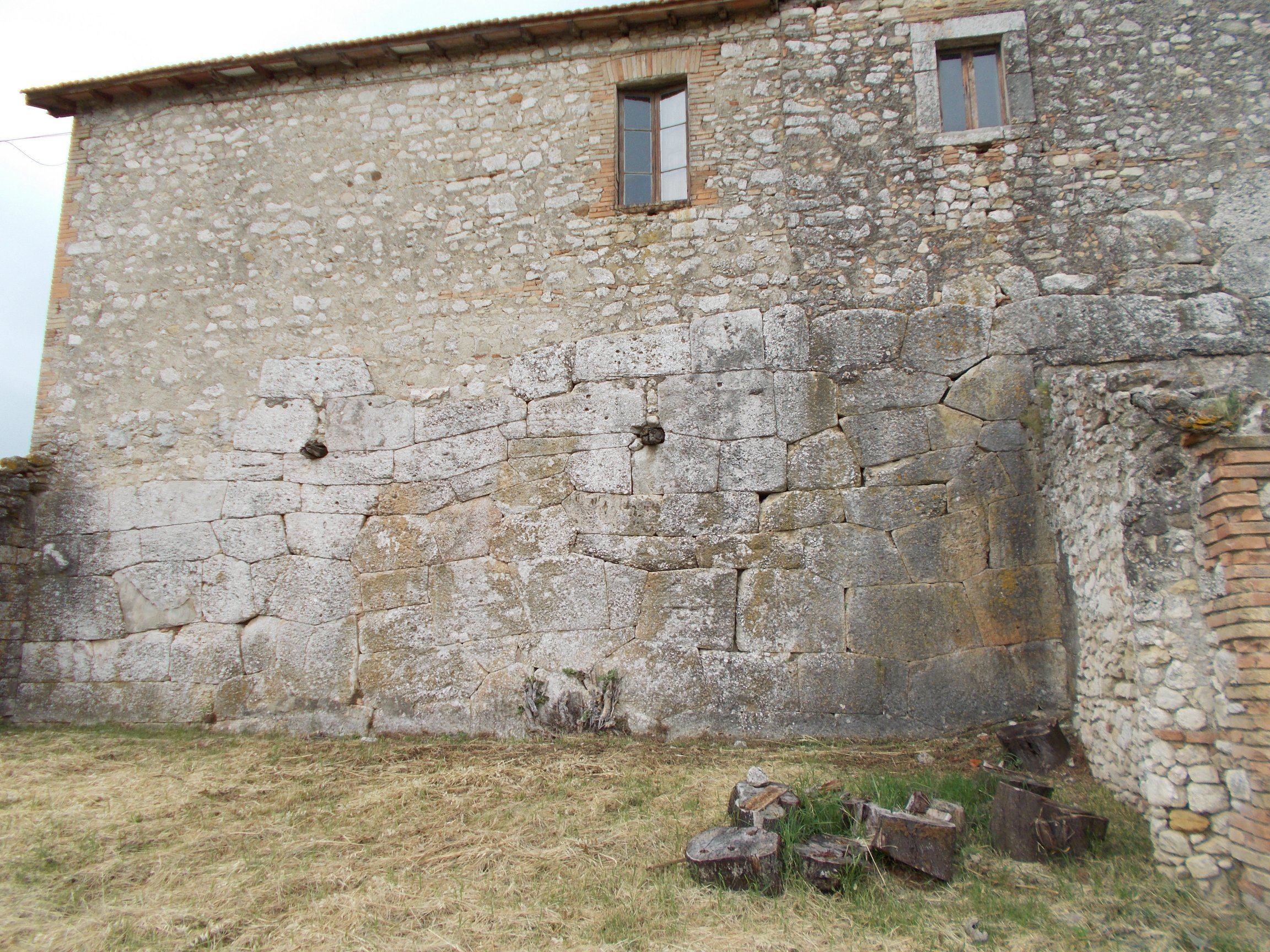
Il casale ottocentesco di Grotte di Torri
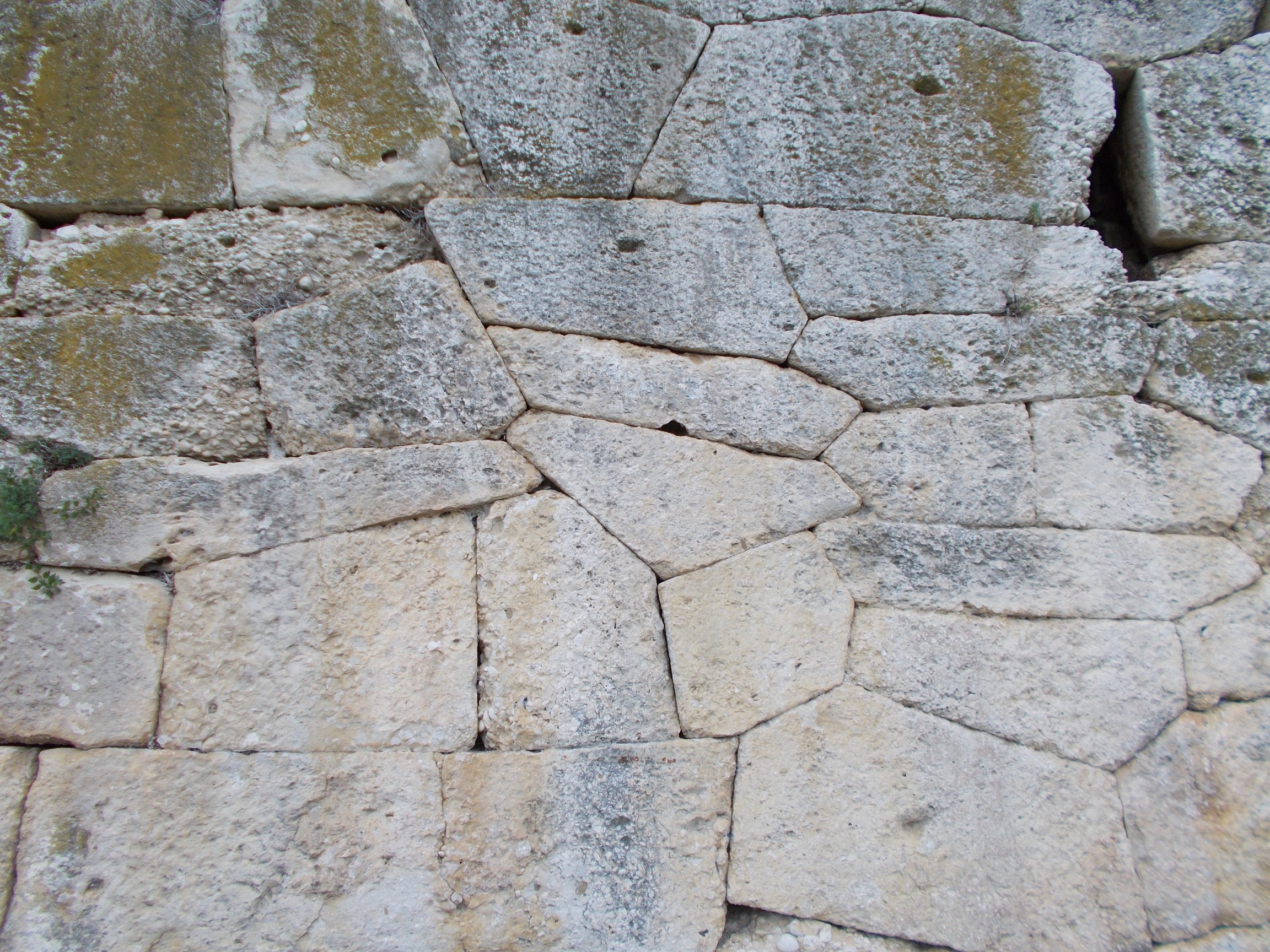
Particolare delle mura ciclopiche
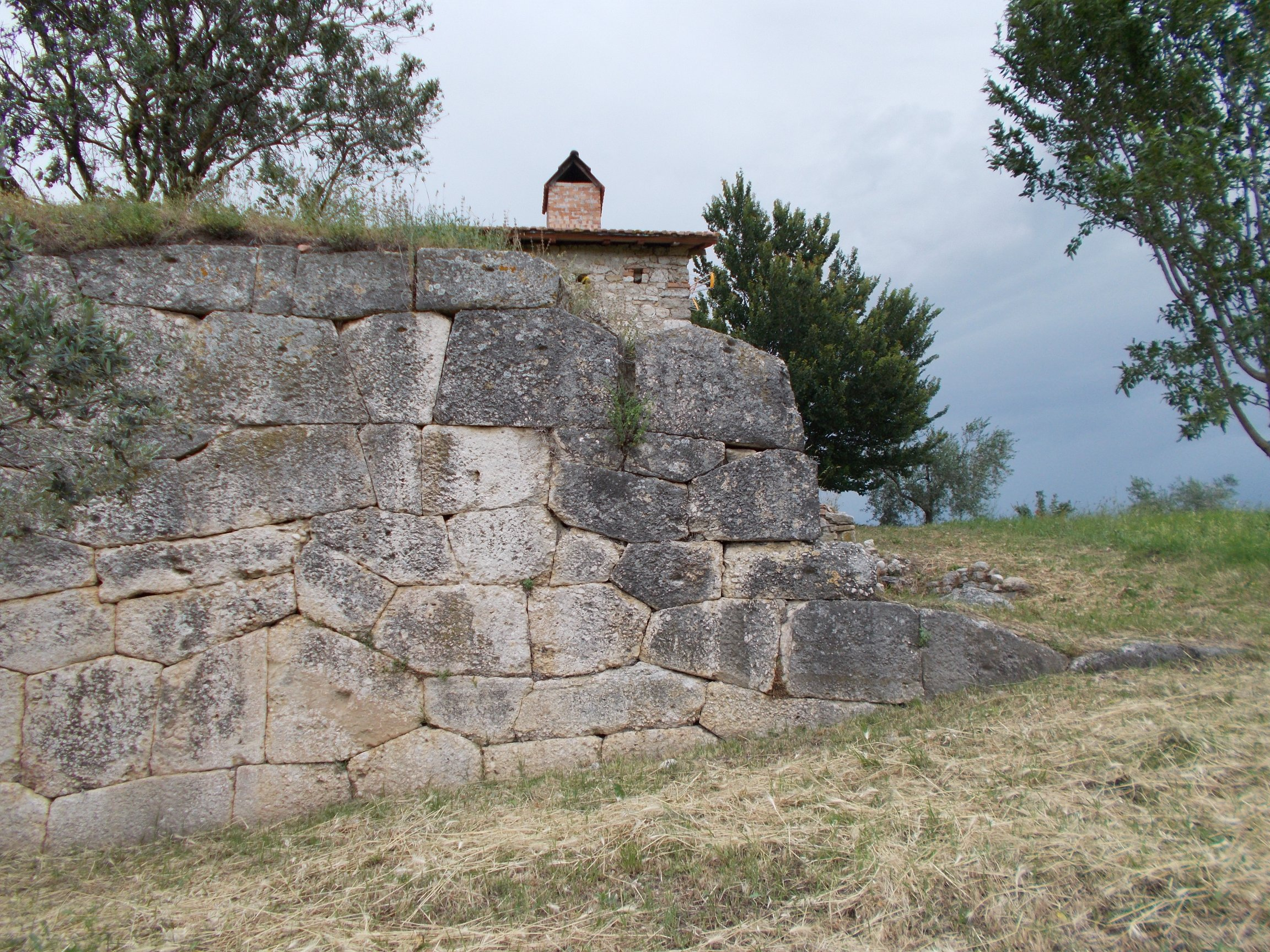
Il casale ottocentesco di Grotte di Torri